# توربیلون

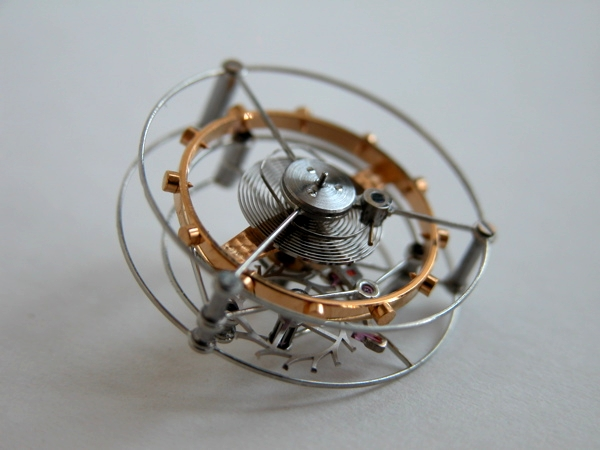
نمایی از ساختار یک‌نوع توربیلون مونتاژشده - ۲۰۰۶

توربیلون (انگلیسی: Tourbillon) یک چرخ‌دنگ ساعت، برای افزایش دقت است. توربیلون در سال ۱۷۹۵ گسترش یافت و توسط ساعت‌ساز فرانسوی - سوییسی آبراهام لوییس برگت، در ۲۶ ژوئن ۱۸۰۱ به ثبت رسید.